# Mniotype juldussica
Mniotype juldussica is een vlinder uit de familie uilen (Noctuidae). De wetenschappelijke naam van de soort is, als Crino adusta juldussica, voor het eerst geldig gepubliceerd in 1934 door Max Wilhelm Karl Draudt.

## Type
- neotype: "VII.1911 genitalia slide Matov no. 0328", vastgeled door Volynkin et al., 2014
- instituut: ZISP, Sint-Petersburg, Rusland
- typelocatie: "China, Tian-Shan".[1]

## Synoniemen
- Mamestra vicina Alphéraky, 1882
  - typelocatie: "China, Tian-Shan"
  - lectotype: ZISP, Sint-Petersburg, Rusland, vastgelegd door Volynkin et al., 2014.